# Niets Dan De Waarheid (televisieprogramma)
Niets Dan De Waarheid is een Vlaams spelprogramma dat sinds 2008 kan bekeken worden op VTM.
Elke week nemen twee panels van bekende Vlamingen het tegen elkaar op, in een spel vergelijkbaar met De Drie Wijzen.

## Presentatie
- Jo De Poorter

## Kapiteins
- Walter Grootaers
- Rob Vanoudenhoven

## Afleveringen
- Aflevering 1 (11 april 2008)
  - Team Rob: David Davidse en Nic Balthazar
  - Team Walter: Bart De Pauw en Veerle Dobbelaere
- Aflevering 2
  - Team Rob: Gerrit De Cock en Tania Kloek
  - Team Walter: Bert Anciaux en Luk Wyns
- Aflevering 3
  - Team Rob: Koen Van Impe en Véronique De Kock
  - Team Walter: Herman Verbruggen en Marc Reynebeau

## Spelronden
Ronde 1 - Eigen leugens eerst
De kandidaten lezen stellingen over zichzelf voor. Aan het andere team om te raden of ze de waarheid spreken.
Ronde 2 - Wat zit er in mijn doos?
Elke kandidaat heeft een doos bij zich. Aan het andere team om te raden of ze al dan niet de waarheid vertellen over de inhoud ervan.
Ronde 3 - Tussen de schermen
Er wordt een tv-fragment getoond en vertelt hoe het (zogezegd) verdergaat. Aan beide teams om te raden of het om een echt programma gaat.
Ronde 4 - Dit is mijn ...
De kandidaten kandidaten beweren een connectie te hebben met een special guest in de studio. Aan het andere team om te raden wie de waarheid spreekt.
Ronde 5 - Eigen leugens laatst
Een laatste snelle ronde waarin de kandidaten een feit over zichzelf vertellen. Waar of niet waar, dat moet het andere team uitmaken.